# Charles Huguenot van der Linden
Charles Antoine Huguenot van der Linden
 
(Amsterdam, 24 maart 1909 - Jubbega, 20 juli 1987) was een Nederlandse filmmaker.
Hij begon zijn carrière in 1930 in Berlijn bij het Paramount-bioscoopjournaal. 
Later werkte hij bij Paramount in Parijs aan het maken van Franse versies van films uit de VS.
Na een leerperiode als regieassistent maakte hij in 1936 met Paramount-collega Heinz Josephson voor eigen risico zijn eerste film: Jonge harten. Een kassucces werd het niet en hij raakte al zijn geld kwijt. Maar hij kreeg goede kritieken en zijn naam was gevestigd.
Hij heeft gedurende ca. 50 jaar films gemaakt, waaronder speelfilms, documentaires en films in opdracht. Hij won vele prijzen, waaronder een Oscar.

## Filmografie
- Jonge harten (Young Hearts, 1936): samen met Heinz Josephson in eigen beheer gemaakte film over een vakantie op Texel.
- Nederlands in zeven lessen (Dutch in seven lessons of Dutch at the Double, 1948): het filmdebuut van Audrey Hepburn.
- De bajes is zo groot (1950) Driedelige serie over het gevangeniswezen.
- Bloem der Natie (1956)
- Morgenster
- Tussenspel bij kaarslicht (1959): over poppenspeler Harry van Tussenbroek
- Big city blues (1962): genomineerd voor een Oscar, bekroond met een Gouden Beer en de Staatsprijs voor de filmkunst. Huguenot van der Linden beschouwde dit zelf als zijn beste werk.
- Bouwspelelement (1963)
- Deze kleine wereld (This tiny world, 1973): documentaire over antiek speelgoed, bekroond met een Oscar in de categorie "Documentary short subject".
- Het zout des levens: won een eerste prijs op een Italiaans festival voor industriële films.